# Нгуні (провінція)
Нгуні (фр. Ngounié) — провінція на півдні Габону. Адміністративний центр — місто Муїла.

## Географія
Площа становить 37 750 км². Межує на півдні з провінцією Ньянга, на заході з провінцією Огове-Маритім, на півночі з провінцією Середнє Огове, на сході з провінцією Огове-Лоло, на південному сході з Республікою Конго. З південного сходу на північний захід провінцію перетинає річка Нгуні, найбільша ліва притока річки Огове.

## Населення
За даними на 2013 рік, чисельність населення становить 100 838 осіб.
 Динаміка чисельності населення провінції за роками: 
| +1993  | 2013    |
| ------ | ------- |
| 77 781 | 100 838 |

## Департаменти

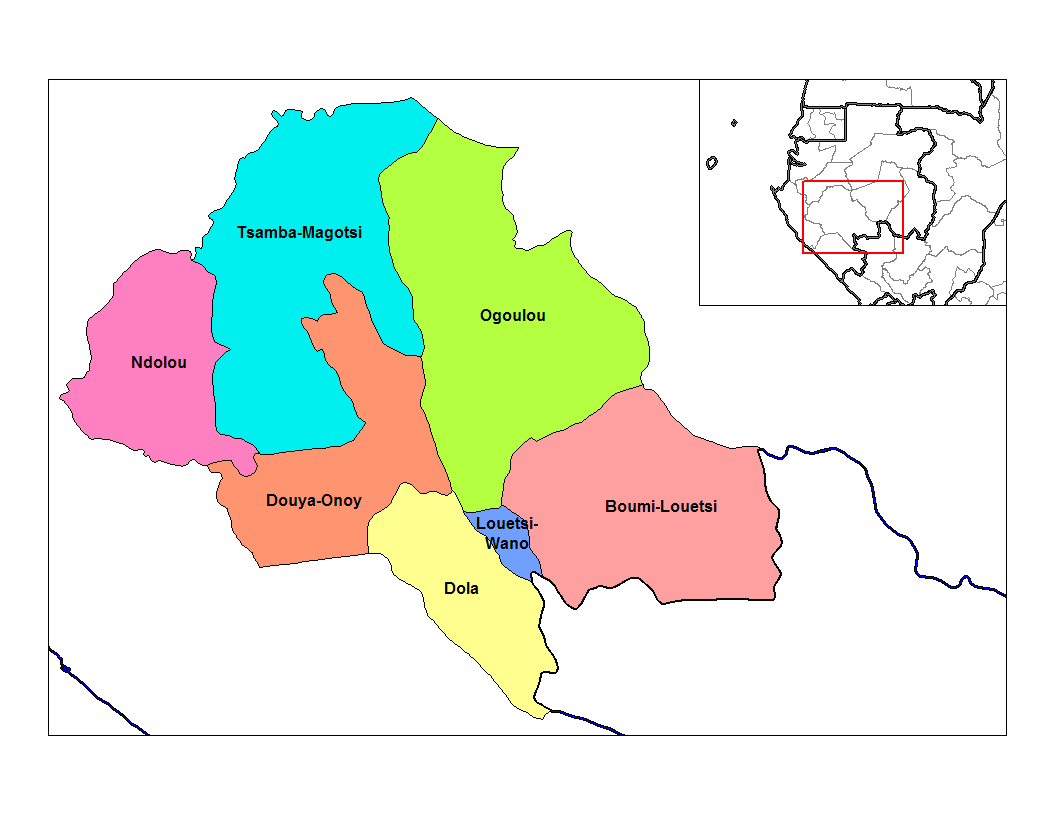
Департаменти Нгуні (стара версія).

В адміністративному відношенні поділяється на 9 департаментів:
- Бумі-Люе (адм. центр — Мбігу) (Boumi-Louetsi)
- Дуля (адм. центр — Нденде) (Dola)
- Дуя-Онуа (адм. центр — Муїла) (Douya-Onoye)
- Люетсі-Бібака (адм. центр — Малінга) (Louetsi-Bibaka)
- Люетсі-Вано (адм. центр — Лебамба) (Louetsi-Wano)
- Мугяляба (адм. центр — Гієцу) (Mougalaba)
- Ндулю (адм. центр — Манджі) (Ndolou)
- Огулю (адм. центр — Мімонго) (Ogoulou)
- Тсомба-Магу (адм. центр — Фугаму) (Tsamba-Magotsi)